# Ernesto II de Suabia
Ernesto II (m. 17 de agosto de 1030) fue duque de Suabia desde 1015 hasta 1030. Miembro de la familia Babenberg, era hijo de Ernesto I y de Gisela de Suabia.
Cuando su padre murió en 1015, Ernesto lo sucedió, al ser el hijo mayor. Puesto que era un niño, el gobierno de Suabia lo ejerció una regencia. Al principio, su madre Gisela actuó como regente; más tarde dio paso a Poppo, arzobispo de Tréveris.
En 1024 el marido de Gisela, Conrado, con quien se había casado en 1016, fue elegido rey de Alemania como Conrado II. Aunque Conrado fue generoso en sus relaciones con Ernesto, pronto surgieron cuestiones problemáticas entre el duque y su padrastro. Ernesto estaba resentido por el poder de los reyes alemanes sobre Suabia. Ambos eran también potenciales pretendientes al reino de Borgoña una vez que su gobernante, sin hijos, Rodolfo III, muriese. La madre de Gisela era Gerberga, una hermana del rey, y ambos Conrado y Ernesto, deseaban convertirse en sucesores de Rodolfo.
En 1025 Ernesto, que aún era relativamente joven, se alzó en rebelión contra Conrado. Para el año 1026, sin embargo, el rey había derrotado la resistencia y Ernesto con el tiempo se sometió. Luego participó en la expedición italiana de su padrastro de 1026-1027. Mientras estaba en Italia, Conrado envió a Ernesto de vuelta a Suabia para aplastar la resistencia local que aún existía. Cuando retornó, sin embargo, Ernesto se unió a la oposición y se rebeló de nuevo contra Conrado. El rechazo de los gobernantes suabos locales a apoyarlo causó su derrota. Se vio obligado a rendirse y fue apresado. Gisela, a pesar de apoyar a Conrado contra su hijo, no deseaba que quedase enteramente humillado, y como resultado de esto, Ernesto siguió siendo duque, aunque Gisela probablemente gobernase el ducado mientras él estuvo en prisión.
En 1028, el hijo de Conrado, Enrique fue coronado rey. Por esta época, debido a las peticiones de Enrique y Gisela, Ernesto fue liberado, aunque no se le restauró su pleno poder como duque. En la Dieta de Pascua de 1030 se le ofrecieron estos poderes a Ernesto, si reprimía a los enemigos de Conrado. El rechazo de Ernesto a hacerlo, especialmente contra su amigo Werner von Kyburg, dio como resultado su caída final. Fue privado de su título como duque. Sólo unos meses más tarde, mientras combatía al pueblo del obispo de Constanza, tanto Ernesto como Werner resultaron muertos. Ernesto fue enterrado en Constanza. El ducado de Suabia pasó a su hermano menor, Germán.